# Suzuki Landy
Suzuki Landy (яп. スズキ・ランディ, хепбёрн Suzuki Randi) — название автомобилей, используемое японским автопроизводителем Suzuki с 1999 года для нескольких моделей минивэнов:
- Suzuki Every Landy — минивэн на базе десятого поколения Carry и четвёртого поколения Every, выпускавшийся с 1999 по 2005 год.
- Changhe Suzuki Landy — минивэн на базе пятого поколения Every, продававшийся в Китае с 2007 по 2012 год[3].
- Ребеджинговый вариант Nissan Serena, продававшийся на японском рынке с 2007 по 2022 год.
- Ребеджинговый вариант R90 Toyota Noah, продаваемый на японском рынке с 2022 года[4][5].

- Suzuki Every Landy
- Changhe Suzuki Landy (Китай)
- Suzuki Landy (C25)[6][7][8][9]
- Suzuki Landy (C26)[10][11][12][13][14]
- Suzuki Landy (C27)[15][16][17]
- Suzuki Landy (R90)[18]